# Wilhelm Landgraf

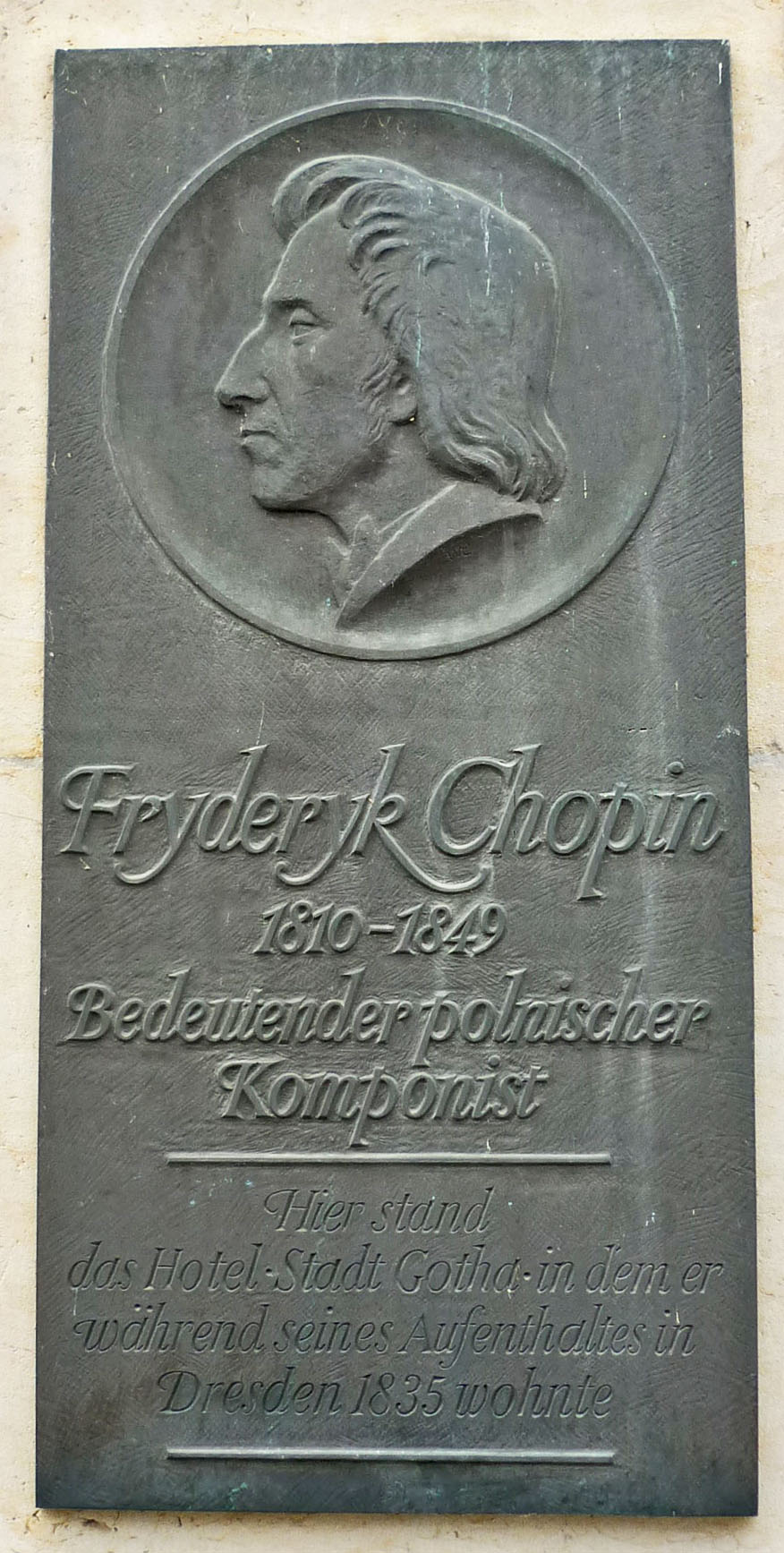
Gedenktafel für Chopin an der Schloßstraße, Dresden

Wilhelm Landgraf (* 28. November 1913 in Lößnitz; † 16. Oktober 1998 in Dresden) war ein deutscher Zeichner und Bildhauer.

## Leben
Landgraf wurde als Sohn von Johannes Landgraf, Schnitt- und Stanzenmechaniker bei der Lößnitzer Firma Seidel, und dessen Frau Selma, geborene Schuster in der Bergstadt Lößnitz bei Aue im Erzgebirge in der oberen Etage des Gasthauses Zur Weidmannsruh geboren. Von 1920 bis 1928 besuchte er die Volksschule Lößnitz, danach folgte die Zeichenschule in Schneeberg. Von 1932 bis 1935 arbeitete er als Musterentwerfer in der Textilindustrie. Von 1935 bis 1939 absolvierte er ein Studium an der Dresdner Kunstakademie unter Karl Albiker. Dann folgte eine sechsjährige Unterbrechung seiner künstlerischen Entwicklung, da er im Zweiten Weltkrieg als Soldat diente. Am 27. April 1945, bei der Schlacht um Bautzen, wurde er durch eine Schussverletzung in den linken Arm schwer verwundet.

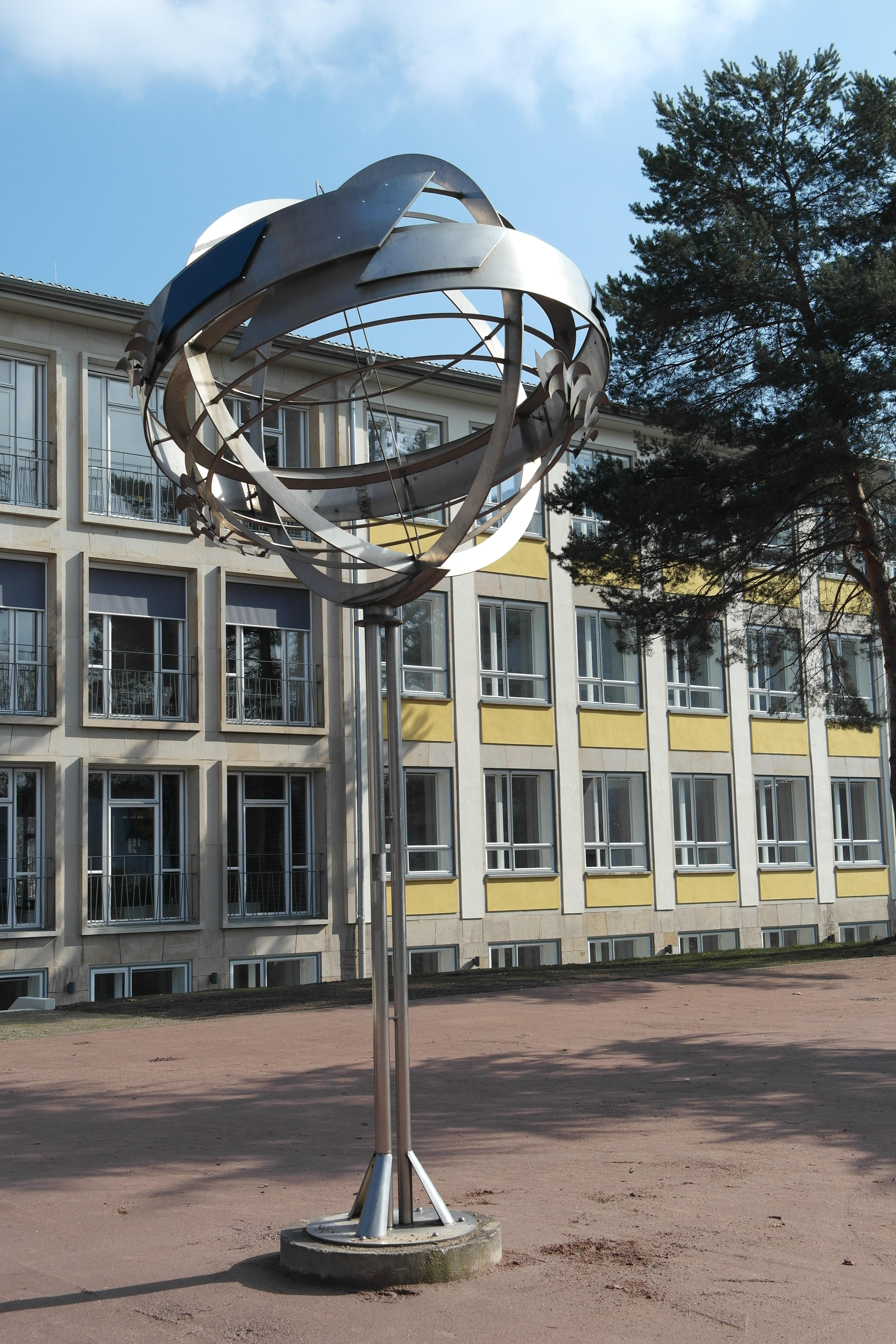
Metallstele Weltfrieden vor der Johann-Amos-Comenius-Schule, Dresden

Mitte Mai 1945 kehrte er nach Lößnitz zurück in sein Elternhaus. Noch während seiner Genesung kam er in die zerstörte Stadt Dresden zurück und nahm seine bildhauerische Tätigkeit an der Hochschule für Bildende Künste Dresden wieder auf, vor allem betätigte er sich in der Aufbauarbeit.
Von 1947 bis 1949 beendete er sein Studium bei Reinhold Langner und Eugen Hoffmann. In dieser Zeit arbeitete er zusammen mit Hans Nadler, Mitarbeiter des Sächsischen Landesamtes für Denkmalpflege, an der Bergung von zerstörten bildhauerischen Kunstwerken, vor allem im Zwinger, im Dresdner Schloss, in der Innenstadt Dresdens und im Barockgarten Großsedlitz mit. Die zerstörten Bruchstücke wurden geborgen, analysiert und katalogisiert und somit der Grundstein für die Wiederherstellung dieser einmaligen Baudenkmäler gelegt.

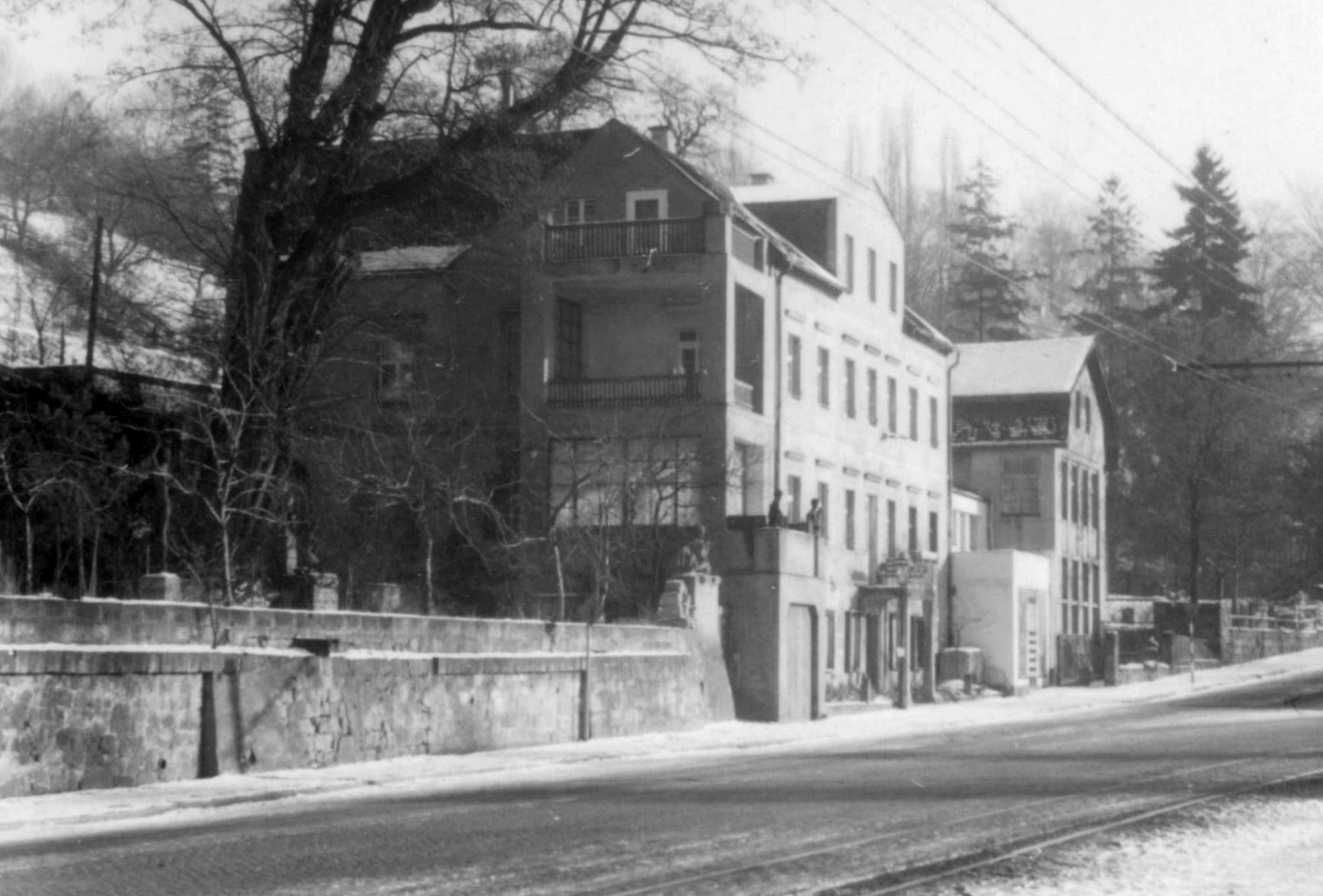
Bauchsches Haus, Pillnitzer Landstraße 29, von 1957 bis 1978 Atelier

Ab 1949 war Landgraf freischaffend tätig. Von 1969 bis 1979 war er wissenschaftlicher Oberassistent der Sektion Architektur, Abteilung Grundlagen der Gestaltung der TU Dresden. Er übernahm 1957 das Atelier des Bildhauers Georg Curt Bauch (1887–1967) auf der Pillnitzer Landstraße 29 in Dresden-Loschwitz, wo er bis 1978 arbeitete. Im gleichen Jahr übernahm er das Atelier seines verstorbenen Schwiegervaters Walter Flemming in Dresden-Cotta. Im Jahr 1994 beginnt vom Künstlerbund Dresden e. V. die Ausstellungsreihe Galerie unterm Dach mit Werken des Dresdner Bildhauers Wilhelm Landgraf.
Im Jahr 1997 musste er aus gesundheitlichen Gründen dieses Atelier aufgeben. Sein Zustand verschlechterte sich immer mehr. Wilhelm Landgraf starb am 16. Oktober 1998 nach kurzer Krankheit in Dresden und wurde auf dem Inneren Briesnitzer Friedhof in Dresden-Briesnitz beigesetzt.

## Ehrungen
- 1964: Martin-Andersen-Nexö-Kunstpreis der Stadt Dresden[5]
- 1969: Ehrenmedaille „Erbauer des Stadtzentrums Dresden“ der Stadt Dresden[6]
- 1985: Auszeichnung mit dem Banner der Arbeit für die Mitwirkung am Wiederaufbau der Semperoper in Dresden[6]
- 2013: Gedächtnisausstellung zum 100. Geburtstag in der ehemaligen Dampfbrauerei in seiner Geburtsstadt Lößnitz[7]

## Werke (Auswahl)

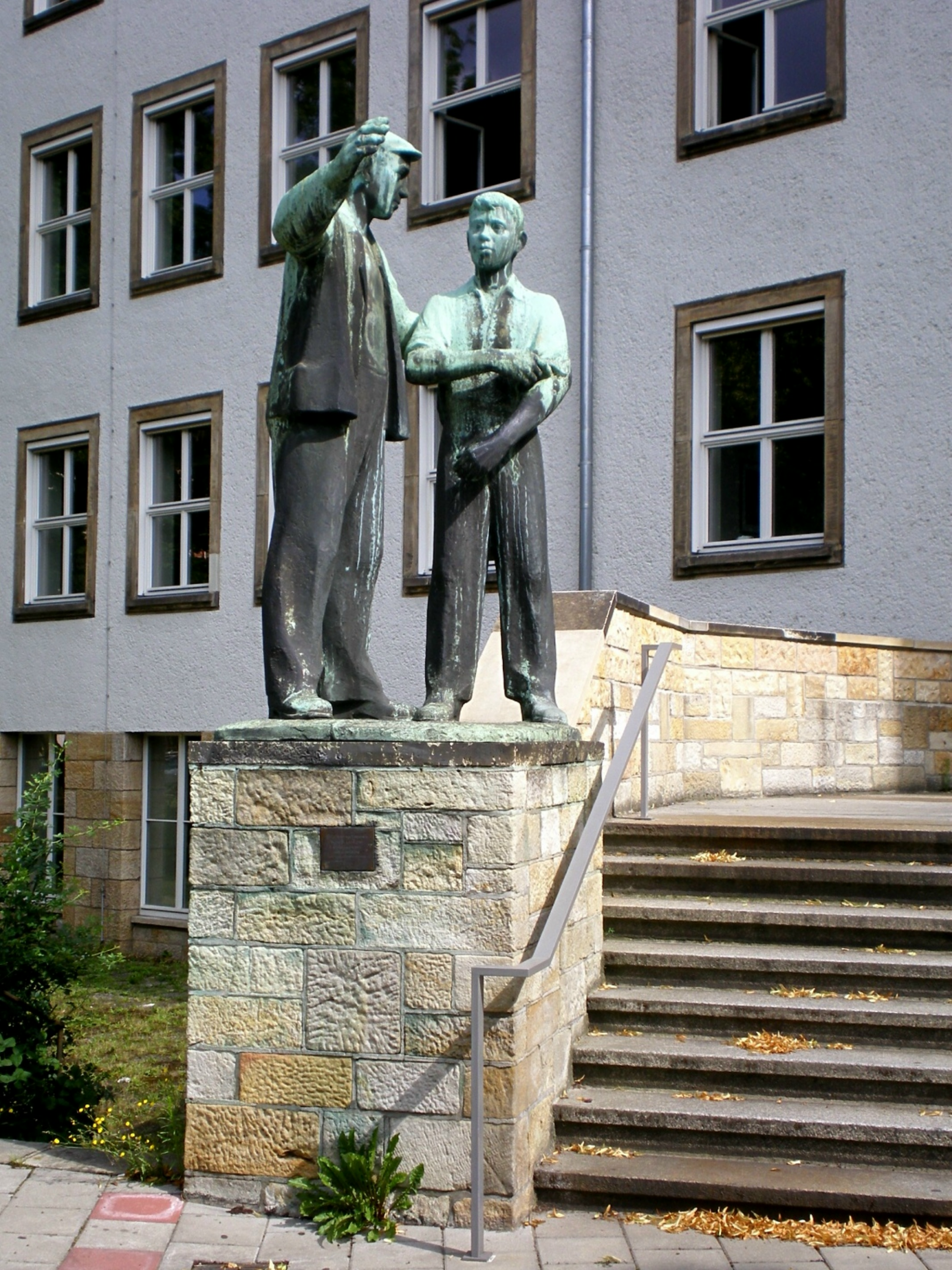
Figurengruppe Bauarbeiter und Lehrling in Dresden

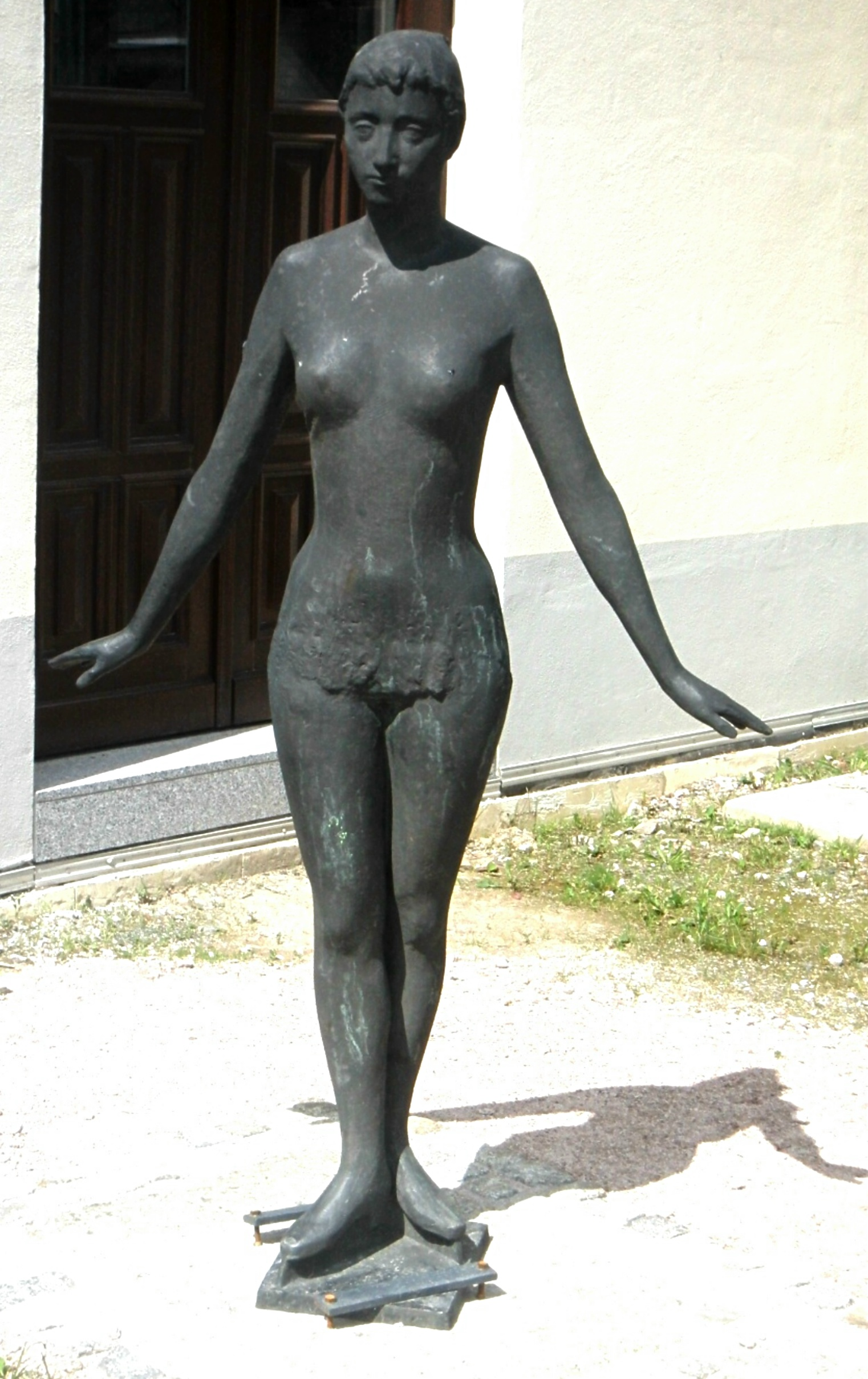
Eisläuferin-derzeit in Lößnitz im Erzgebirge

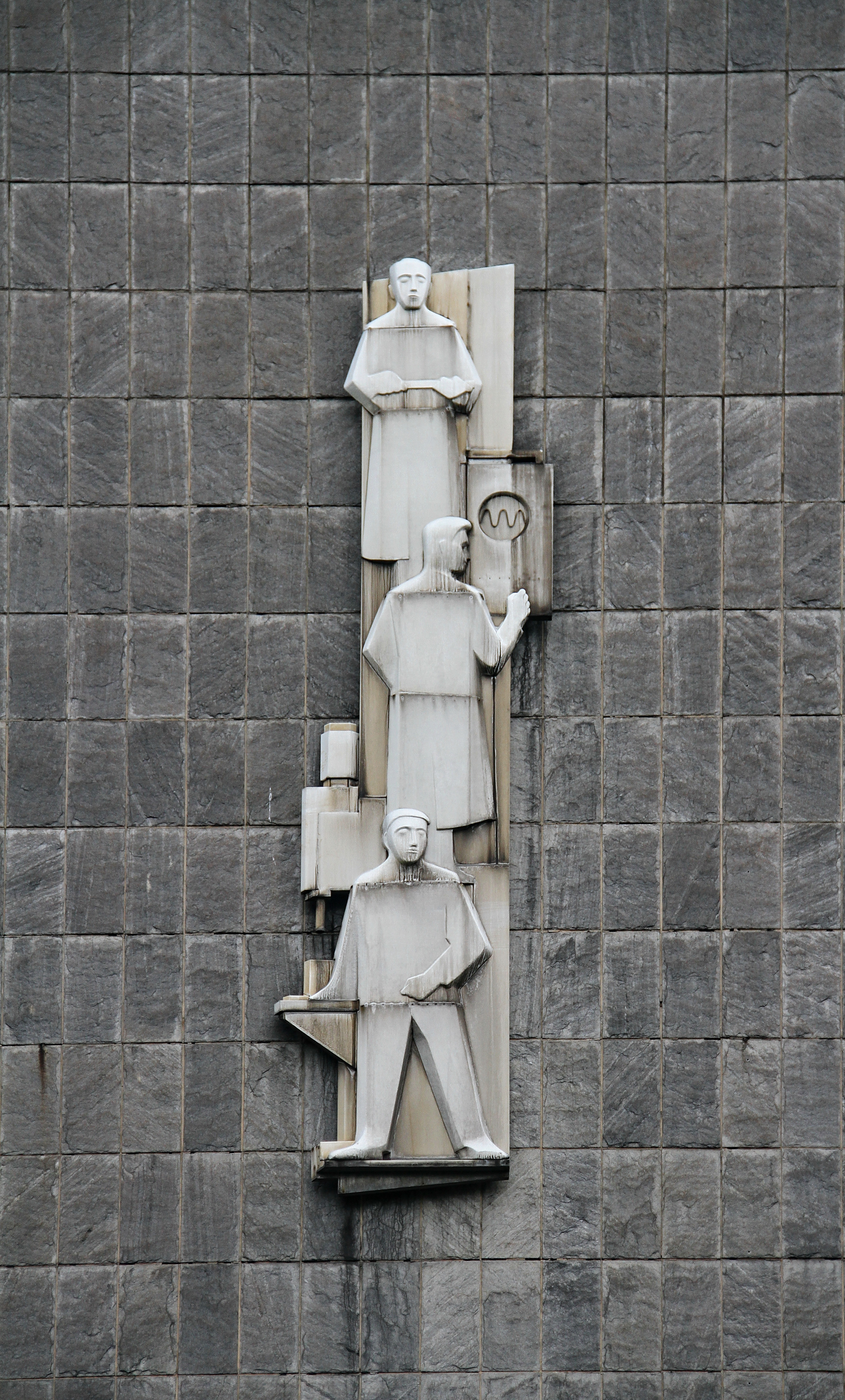
Emblemrelief am Forschungszentrum in Chemnitz

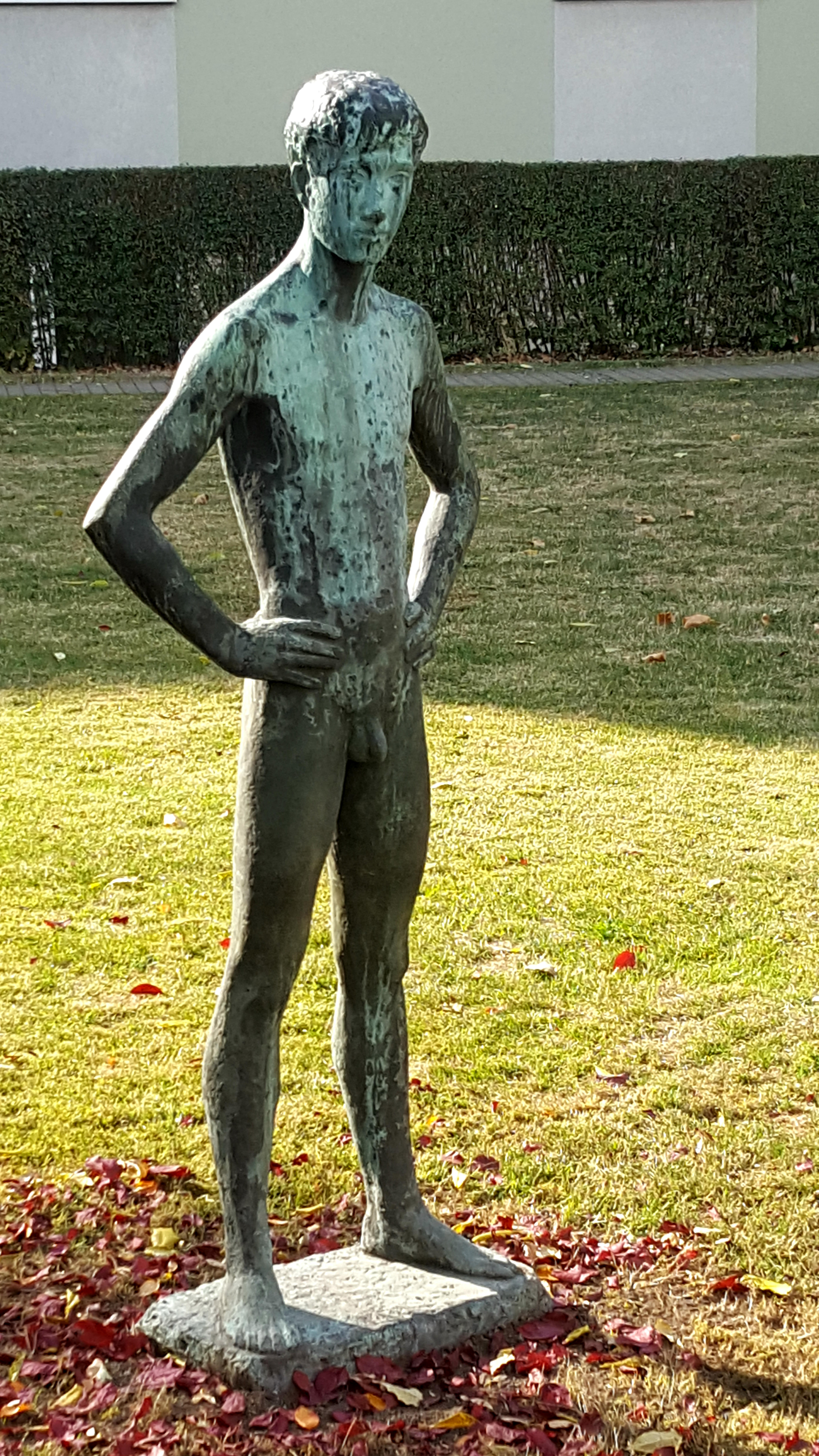
Stehender Jüngling am Klinikum Dresden Neustadt

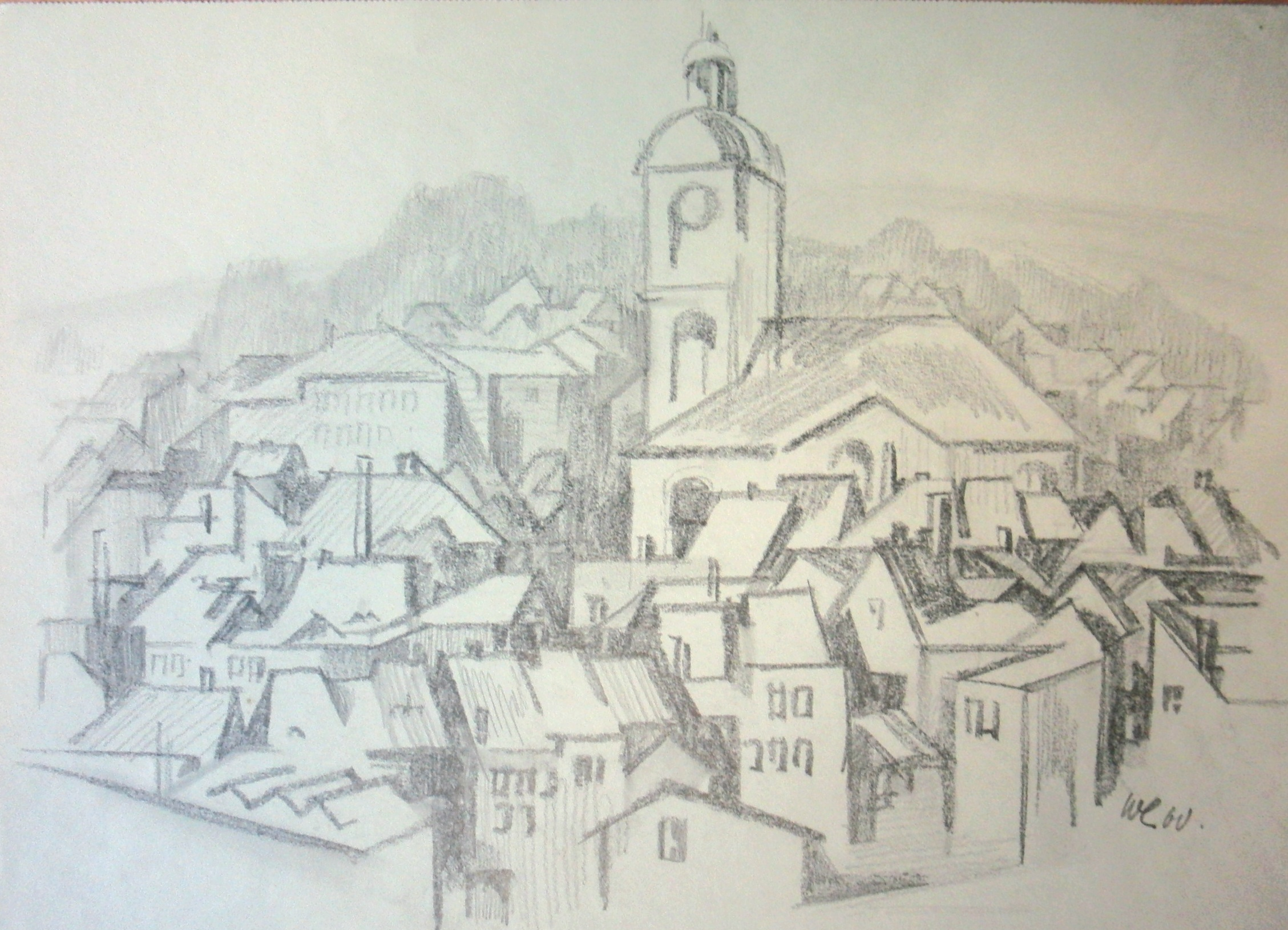
Zeichnung 1960 Lößnitz-Stadt mit der St.Johannis Kirche

- 1946: Bronzefigur Liegendes Mädchen, Staatliche Kunstsammlungen Dresden[8]
- Hockende (Holzplastik; ausgestellt 1947 auf der 2. Ausstellung Erzgebirgischer Künstler)[9]
- 1949: Restaurierungsarbeiten im Zwinger in Dresden
- 1950: Relieffigur Justitia im Gerichtsgebäude am Münchner Platz in Dresden und das Gemeinsamwerkrelief am Sockel der Justitia mit Arnd Wittig, 1958 übernahm die TH Dresden (später: TU Dresden) das Gebäude.
- 1951: Restaurierung der Sandsteinfigur Dame mit Pfau zusammen mit Albert Braun für Barockgarten Großsedlitz
- 1951: Bronzeplakette für die Weltfestspiele in Berlin
- 1952–1953: Kapitelle und Ornamente sowie Reliefs für das Hochhaus Weberwiese in Berlin
- 1953: Schlussstein Italienisches Dörfchen, Dresden
- 1953: Skulptur Hockender Jüngling, Gatersleben, Institut für Pflanzengenetik
- 1953: Sandsteinfigur Mars Attikafigur im Giebel des Mittelbaues der Humboldt-Universität Berlin, zusammen mit dem Bildhauer Walter Flemming[10]
- 1954: ABF-Student am Gebäude der damaligen Arbeiter-und-Bauern-Fakultät Dresden, Weberplatz, Dresden, Sandstein, lebensgroß
- 1955: Sandsteinrelief Türgewände, TU Dresden, Teplitzer Straße
- 1956: Figurengruppe Ballspieler am Leipziger Zentralstadion
- 1956: Gedenkstein Julius Weisbach, Weisbachbau, Bergakademie Freiberg
- 1956: zwei Schlusssteine Italienisches Dörfchen, Dresden
- 1958: Metallstele Weltfrieden bei der 6. Mittelschule Dresden „Johann Amos Comenius“, Fetscherstraße 2, Ausführung Firma K. Bergmann, Dresden
- 1959: Bronzeskulptur Frau – Sich Kämmende, Krankenhaus Dresden-Friedrichstadt
- 1961: Figurengruppe Bauarbeiter mit Lehrling, Berufliches Schulzentrum Bau und Technik Dresden
- 1961: Gedenkstele Opfer des Faschismus, KZ Hohnstein[8]
- 1961: Bronzeskulptur Die Eiskunstläuferin, Eisstadion Chemnitz[6], Dauerleihgabe an die Bergstadt Lößnitz
- 1962: Sandsteinfigur Mars, Attikafigur im Giebel des Mittelbaues der Humboldt-Universität Berlin, zusammen mit dem Bildhauer Walter Flemming[6]
- 1963: Figurengruppe Junge Arbeiter aus Bronze vor dem Gebäude des ehemaligen VEB Schokopack in Dresden-Dobritz, 2013 abgebaut und eingelagert.
- 1963–1968: Bronzefigur Turmspringerin von Hans Steger, fertiggestellt durch Wilhelm Landgraf und Helmut Heinze, an der Schwimmhalle Freiberger Platz in Dresden
- 1963: Balkongeländer für die Landwirtschaftsschule Dresden-Pillnitz,[11] Ausführung Firma K. Bergmann
- 1964: Friedrich-List-Denkmal aus Sandstein, Friedrich-List-Platz, Dresden[12]
- 1964: Bronzerelief Sportfest für das Stadtmuseum Dresden
- 1967: Figur Stehender Jüngling, Prager Straße in Dresden; das Kunstwerk wurde im März 1996 gestohlen; am 9. November 2015 wieder zurückgekehrt, am 15. Oktober 2018 zum 20. Todestages des Künstlers wiederaufgestellt am Klinikum Dresden Neustadt.
- 1968: Emblemrelief am Bürogebäude Forschungszentrum des Werkzeugmaschinenbaues Karl-Marx-Stadt in Chemnitz
- 1970: Büste Paul Gruner für das Neue Rathaus in Dresden
- 1970: Büste von Kurt Schwabe, TU Dresden
- 1973: Plastik Studentensport, Studentenwohnheime Wundtstraße, Dresden (mit Helmut Heinze)
- 1974: Büste von Georg Berndt, TU Dresden
- 1978: Figur Flora aus Sandstein für die Blumentreppe im Garten des Belvedere in Weimar
- 1979: Gedenkstele für Prof. Wolfgang Ullrich, Zoo Dresden
- 1980: aktive Mitarbeit beim Wiederaufbau der Semperoper in Dresden
- 1982: Bronzerelief Prof. Schumann im Krankenhaus Dresden-Friedrichstadt
- 1983: Restaurierung der Kupferfigur Der Ballwerfer, 1907 von Richard Daniel Fabricius geschaffen, zusammen mit K. Bergmann restauriert, Deutsches Hygiene-Museum, Dresden
- 1984: Gedenktafel für Frédérik Chopin, Schloßstraße 5 in Dresden
- 1984: Relief von Ludwig Richter an dessen Wohnhaus, Friedrichstraße in Dresden
- 1984: Portraitkopf Joseph Tichatschek, im 1. Rang der Semperoper in Dresden
- 1986: Rekonstruktion Fries der neun tanzenden Musen von Kühne im Treppenaufgang des Opernrestaurants der Semperoper in Dresden
- 1986: Kopie nach Fotos des Müllerburschen vom Müllerbrunnen in Dresden-Plauen; das 1902 vom Bildhauer Robert Henze geschaffene Original wurde 1942 für Rüstungszwecke eingeschmolzen[13]
- 1987: Gedenkstele Schulze-Knabe in Dresden-Plauen
- 1988–1989 Brunnenplastik Stürmische Wogen nachmodelliert für den Dresdner Albertplatz (nach 1945 für das Sowjetische Ehrenmal abgebaut und 1994 neu eingeweiht)
- ab 1990: aktive Mitarbeit beim Wiederaufbau des Dresdner Residenzschlosses
- 1992: Sandsteinrelief im Wendelstein im Schloss in Dresden
- 1992: Hygieia im Hygiene-Museum Dresden nach einer zerstörten Skulptur von Karl Albiker restauriert

## Ausstellungen (mutmaßlich unvollständig)

### Postume Personalausstellung
- 2013: Lößnitz

### Ausstellungsbeteiligungen
- 1948: Chemnitz, Schlossberg-Museum, und Glauchau, Stadt- und Heimatmuseum Glauchau („Mittelsächsische Kunstausstellung“)[14]

- 1958 bis 1988 (außer 1982/1983); Dresden, Deutsche Kunstausstellung bzw. Kunstausstellung der DDR
- 1971: Berlin, Altes Museum („Das Antlitz der Arbeiterklasse in der bildenden Kunst der DDR“)
- 1972, 1974 und 1979: Dresden, Bezirkskunstausstellung
- 1974: Dresden, Kupferstichkabinett („Zeichnungen in der Kunst der DDR“)
- 1975: Magdeburg (Wanderausstellung „Kleinplastik und Grafik“)